# Wladimir Iwanowitsch Kurojedow

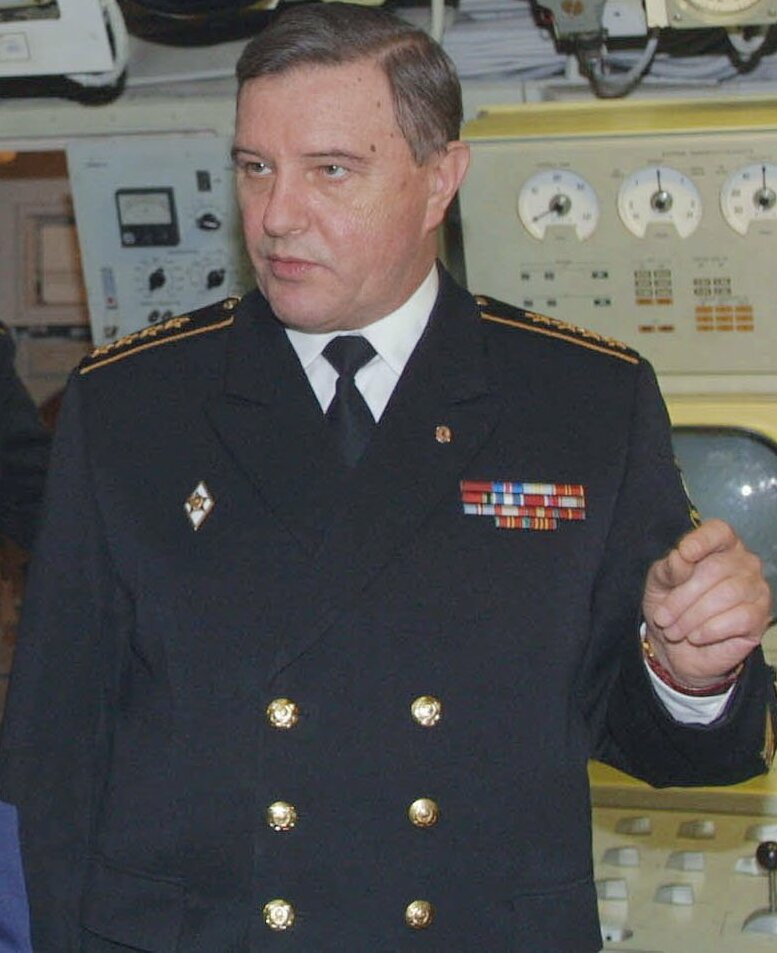
Wladimir Kurojedow 2001

Wladimir Iwanowitsch Kurojedow (russisch Влади́мир Ива́нович Курое́дов; * 5. September 1944 im Dorf Bamburowo, Rajon Chassan) ist ein russischer Flottenadmiral und ehemaliger Oberkommandierender der Russischen Seekriegsflotte.

## Leben
Kurojedow stammt aus einer Offiziersfamilie, besuchte die Mittelschule in Ussurijsk und begann 1962 seinen Dienst in der Sowjetischen Marine als Kursant an der Pazifischen Offiziershochschule der Seestreitkräfte S.O. Makarow und absolvierte sie 1967. Im Anschluss wurde er Gefechtsabschnittskommandeur für Navigation auf dem Küstenschutzschiff SKR-92 und von 1968 bis 1971 1. Offizier auf dem Küstenschutzschiff SKR-18 in der Pazifikflotte. Nachdem er 1971 Gehilfe des Stabschefs der 202. U-Bootabwehrbrigade geworden war, übernahm er bis 1973 den Kommandantenposten auf dem Küstenschutzschiff SKR-46. Bis 1976 war er stellvertretender Leiter einer Einheit zur Operations- und Kampfvorbereitung des Stabes der Militärbasis Strelok und besuchte von 1976 bis 1978 die Seekriegsakademie, die er mit Auszeichnung abschloss. Er wurde daraufhin Stabschef der 47. Küstenschutzbrigade und 1981 Kommandeur der 7. Minenräumbrigade der Primorsker Flottille. Von 1984 bis 1987 wurde er als Stabschef der Sachaliner Flottille eingesetzt. Darauf folgte bis 1989 der Besuch der Militärakademie des Generalstabes, die er mit Goldmedaille abschloss. Im selben Jahr wurde er zum Konteradmiral befördert und kehrte zur Sachaliner Flottille als deren Kommandeur zurück. Von 1990 bis 1993 kommandierte er die Primorsker Flottille. Am 2. August 1993 wurde Kurojedow Stabschef der Baltischen Flotte und am 4. April 1994 Kommandeur der Pazifikflotte. 1997 setzte er seine militärische Karriere für einige Monate als Chef des Hauptstabes und als 1. Stellvertreter der Oberkommandierenden der Russischen Marine fort und wurde am 4. April 1996 zum Admiral befördert. Auf Anordnung des Präsidenten Jelzin vom 7. November 1997 wurde Kurojedow Oberkommandierender der Russischen Marine. Am 21. Februar 2000 stieg er zum Flottenadmiral auf. Kurojedow erkannte, dass in der Russischen Marine der Fokus auf Fertigstellungen, Reparaturen und Modernisierungen gesetzt werden sollte, um die Gefechtsbereitschaft mit den vorhandenen finanziellen Mitteln zu sichern. Gleichzeitig plädierte er dafür, die Größe der Flotten zu reduzieren und die Strategie der Flotte auf die Lösung drängender ökonomischer und politischer Probleme zu konzentrieren.
Am 5. September 2005 wurde er als Oberkommandierender entlassen, nachdem am 3. August 2005 unter seinem Kommando der schwere Unfall des U-Bootes AS-28 geschah und damit der dritte in Folge. Zuvor hatte es bereits Havarien mit den Atom-U-Booten Kursk und K-159 gegeben. Als offizieller Grund für sein Ausscheiden wurde vom russischen Verteidigungsministerium Kurojedows Alter genannt.
Kurojedow ist Doktor und Professor der Politischen Wissenschaften. Er ist verheiratet und hat einen Sohn.

## Auszeichnungen
- Verdienstorden für das Vaterland 3. Klasse
- Verdienstorden für das Vaterland 4. Klasse
- Orden für Militärische Verdienste
- Orden „Für den Dienst am Vaterland in den Streitkräften der UdSSR“ 3. Klasse
- Weitere Medaillen

## Werke
- Военно-морской энциклопедический словарь. Военное издательство, Moskau 2003, ISBN 5-203-01941-X, S. 960.
- Istoria voenno-morskogo iskusstva. Terra Fantastika, Sankt Petersburg 2005, ISBN 5-699-09068-1.
- Istoria rossiskogo flota v svete mirovoi politiki i ekonomiki (X-XIX vv.). Kuchkovo pole, Moskau 2006, ISBN 5-901679-15-6, S. 830.
- Основы военно-морской науки : военно-теоретический труд. Военное издательство, Moskau 2008, ISBN 5-203-02063-9, S. 766.